# 베리폰
베리폰 주식회사(Verifone, Inc.)는 뉴욕주 뉴욕시에 본사를 둔 미국의 다국적 기업이다. 베리폰은 전자 결제 거래 및 판매 시점에서의 부가가치 서비스를 위한 기술을 제공한다. 베리폰은 금융, 소매, 숙박, 석유, 정부 및 의료 산업에 상인 운영, 소비자 대면 및 셀프 서비스 결제 시스템을 판매한다. 이 회사의 제품은 자체 운영 체제, 보안 및 암호화 소프트웨어, 인증된 결제 소프트웨어를 실행하며 소비자 대면 및 무인 환경 모두를 위해 설계된 POS 전자 결제 장치로 구성된다.
이 회사의 제품은 서명 및 개인 식별 번호(PIN) 기반 직불 카드, 신용카드, 비접촉식/무선 주파수 식별 카드, 스마트카드, 선불 기프트 및 기타 선불카드, 전자 청구서 결제, 수표 인증 및 변환, 서명 캡처 및 전자 혜택 전송 (EBT)을 포함한 다양한 결제 유형을 처리한다.
2018년, 베리폰은 프란시스코 파트너스에 34억 달러에 인수되었다. 이 회사의 아키텍처는 기프트 카드 및 로열티 프로그램과 같은 제3자 애플리케이션, 의료 보험 자격, 시간 및 출결 추적을 포함한 여러 애플리케이션을 지원하며, 이러한 서비스가 새로운 애플리케이션 추가 시 재인증 없이 동일한 시스템에 상주할 수 있도록 한다.

## 개요
2013년 10월 31일 현재, 이 회사는 'VERIFONE' 상표에 대해 22개 관할권(이전에 회사가 제출한 다양한 국가 수준의 등록을 포함하는 EU 등록 포함)에 상표 등록을 보유하고 있으며, 리본 로고를 포함한 'VERIFONE' 상표에 대해 32개 관할권(이전에 회사가 제출한 다양한 국가 수준의 등록을 포함하는 EU 등록 포함)에 상표 등록을 보유하고 있다. 2014년 11월 3일, 회사는 전자 결제, 상거래 및 모빌리티가 융합되는 급변하는 디지털 세상에서 상거래의 미래를 주도하는 새로운 베리폰을 나타내는 새로운 기업 로고와 브랜드 아이덴티티를 공개했다. 최초의 결제 장치 제조업체로 시작한 이래, 베리폰의 제품 및 판매 시점 서비스 제공은 상당히 변화했다. 베리폰은 결제 기술 전문 지식과 상인 운영, 소비자 대면 및 셀프 서비스 POS 결제 시스템으로 판매 시점에 가치를 더하는 서비스를 제공한다.
1981년 미국 하와이에서 설립된 베리폰은 2014년 현재 전 세계 150개국 이상에서 운영되고 있으며 전 세계적으로 거의 5,000명의 직원을 고용하고 있다. 베리폰의 꾸준한 성장은 혁신과 전략적 파트너십에 대한 헌신과 현명한 인수를 통해 유기적으로 이루어졌다. 이 회사의 핵심 집중 및 성장 분야에는 모바일 결제, 보안, 서비스 및 신흥 글로벌 시장이 포함된다.
베리폰은 뉴욕시에 본사를 두고 있으며 45개국 이상에 사무소를 두고 있다.

## 역사
베리폰은 윌리엄 "빌" 멜튼이 1981년 하와이주에서 설립했으며, 첫 제품인 'Verif'ication telephone에서 이름을 따왔다.
1980년대 후반부터 베리폰은 미국 시장의 60% 이상을 차지했으며, 1990년대에는 이러한 시스템의 국제 시장 절반 이상을 장악했다. 1996년에는 5백만 번째 시스템을 설치했다. POS 시스템의 국내외 판매는 계속해서 베리폰 연간 매출의 대부분을 차지했으며, 1995년에는 3억 8천 7백만 달러를 기록했고 이후 몇 년 동안 5억 달러를 넘어설 것으로 예상되었다.
1990년대 중반 인터넷, 특히 월드 와이드 웹의 급성장은 안전한 온라인 금융 거래 애플리케이션에 대한 수요를 창출했다. 베리폰은 비자 (기업)와 마스터카드가 개발한 Secure Electronic Transaction (SET) 표준을 준수하는 애플리케이션을 설계했다. 1995년 보안 하이퍼텍스트 전송 프로토콜 (S-HTTP)을 개발한 Enterprise Integration Technologies를 2천 8백만 달러에 인수하고, 베리폰 창립자 윌리엄 멜튼이 주도한 사이버캐시에 4백만 달러의 지분 투자를 하고, 1996년 웹 브라우저 선두 기업인 넷스케이프, 오라클 (기업), 마이크로소프트와 파트너십 계약을 맺으면서, 베리폰은 소비, 상인, 금융 기관을 대상으로 하는 소프트웨어 제품군을 출시하여 안전한 온라인 구매 및 기타 거래를 가능하게 했다. 1995년에는 1천만 달러에 불과했던 인터넷 구매액이 세기 전환기에는 수십억 달러에 이를 것으로 예상되었다. 베리폰은 또한 스마트카드를 인터넷과 결합하기 위해 노력해 왔다. 1996년에는 소비자 가정용 컴퓨터에 연결하도록 설계된 작은 스마트카드 리더기인 개인 ATM (P-ATM)을 도입했다. 이 장치를 통해 소비자는 인터넷을 통해 구매할 수 있을 뿐만 아니라 카드 가치를 "충전"할 수도 있다. 베리폰은 또한 Key Tronic과 협력하여 P-ATM 인터페이스를 이 회사의 컴퓨터 키보드에 직접 통합했다.

### 1980년대: 도입 및 급속한 성장

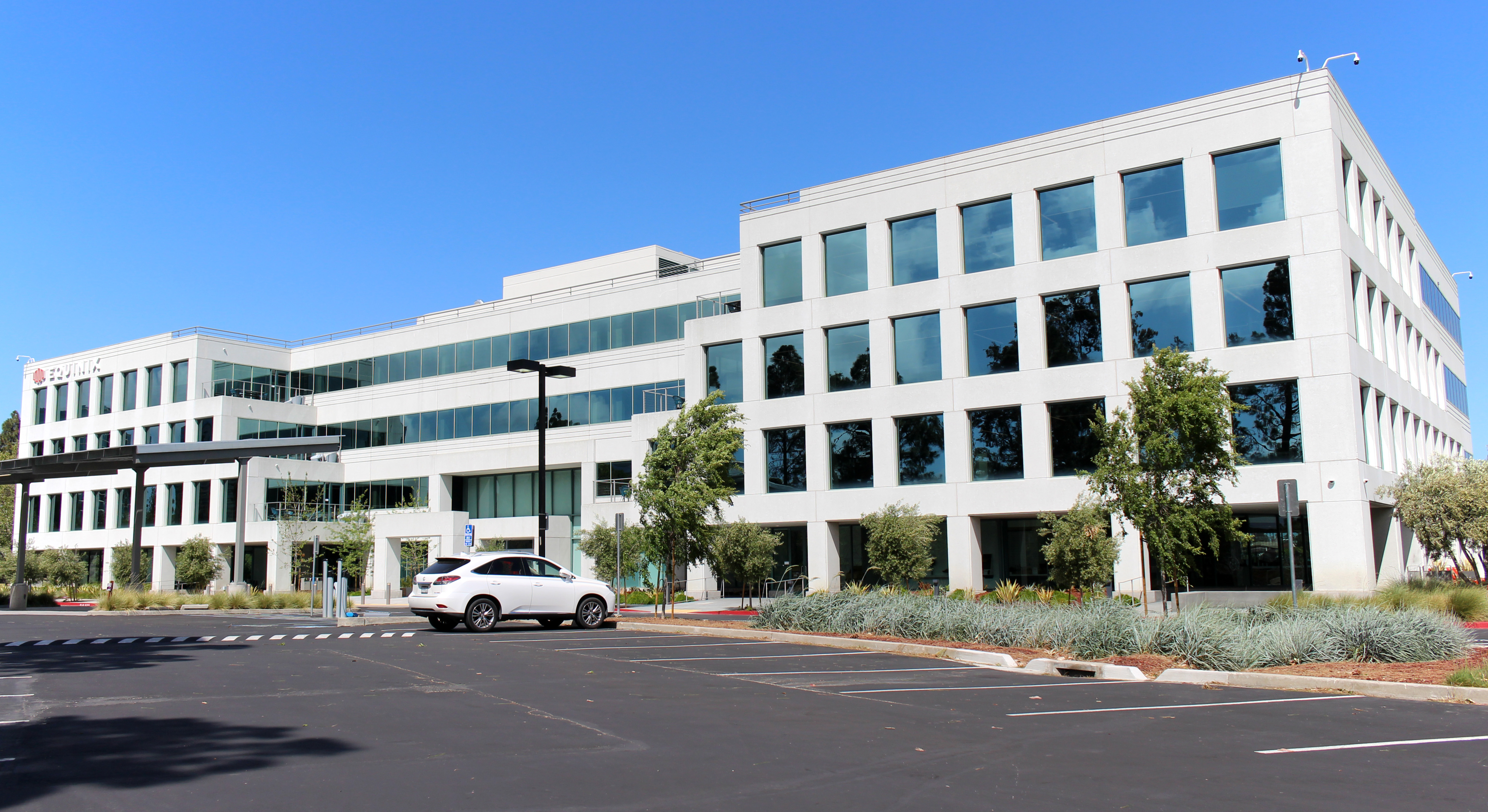
현재 에퀴닉스의 본사로 사용되고 있는 레드우드시티의 옛 베리폰 본사

1980년대 초반에 주요 신용카드 회사들은 처리 비용과 사기로 인한 손실을 줄이기 위한 방법을 모색하기 시작했다. 1981년 비자 (기업)와 마스터카드는 50달러를 초과하는 모든 신용카드 구매에 새로 개발된 자동 거래 기술을 사용하기로 동의하면 거래에 대한 할인을 제공하기 시작했다. 이러한 움직임은 POS 승인 시스템을 생산하는 산업의 창설의 길을 열었다. 초기 시스템은 일반적으로 900달러부터 시작되었다.
베리폰은 1982년에 첫 번째 POS 제품을 출시했다. 생산을 외주화하여 제조 및 운영 비용을 절감함으로써 베리폰은 첫 시스템을 500달러에 시장에 내놓았다. 비자 (기업)와 협력하여 베리폰은 POS 시장에서 큰 점유율을 차지했다. 1984년, 회사는 ZON 신용카드 승인 시스템을 125달러에 출시했다. 이 시스템은 프로세서 속도 향상과 프로세서 및 메모리 비용 절감의 이점을 활용했다. 다음 해, 베리폰은 본사를 샌프란시스코 외곽의 레드우드시티로 이전했다. 회사의 매출은 1530만 달러로 증가했으며, 순이익은 86만 4천 달러를 기록했다.
회사의 매출은 1986년에 약 3천만 달러로 두 배가 되었다. 1988년 1월까지 베리폰은 POS 시스템 시장의 53% 이상을 장악했다. 매출은 7천3백4십만 달러에 달했으며, 순이익은 6백만 달러 이상을 기록했다. 다음 해, 회사는 당시 시장 점유율 20.5%로 2위를 차지하던 Icot Corp.의 거래 자동화 사업을 인수하여 업계에서의 지배력을 강화했다. 이 인수로 베리폰의 매출은 1억 2천 5백만 달러로 증가했다. 그때까지 베리폰은 1988년 호주를 시작으로 국제 시장에 진출했으며, 1989년 핀란드에 100만 번째 ZON 시스템을 설치했다.

### 1990년대: 신시장으로의 확장
베리폰은 1990년 3월에 상장되어 5천4백만 달러 이상의 자금을 조달했다. 신용카드 산업이 성숙해지면서, 베리폰은 식당, 영화관, 택시 등 새로운 시장에 시스템을 설치하는 데 주력했으며, 의료 및 건강 보험 시장과 정부 기능에 시스템을 도입하기 위한 소프트웨어 역량을 개발했다. 국제 판매도 증가하기 시작했는데, 외국 시장에서 신용카드의 사용이 점점 더 보편화되었기 때문이다. 베리폰은 또한 하와이 및 캘리포니아 시설 외에도 벵갈루루, 싱가포르, 영국, 댈러스, 포트 로더데일에 시설을 개설하여 글로벌 운영을 구축하고 있었다. 재고 관리, 가격 책정 및 기타 기능을 추가한 젬스톤 거래 시스템 라인을 출시하면서, 베리폰은 비자 (기업)와 마스터카드의 발표에 힘입어 회사는 더 이상 인쇄된 경고 회보를 제공하지 않으며, 1994년까지 모든 신용카드 거래에 대한 승인을 상인에게 요구할 것이라고 밝혔다.
매출은 1990년 1억 5,500만 달러에서 1992년 2억 2,600만 달러로 급증했다. 베리폰은 불과 1년 전 200만 번째 시스템을 설치했다. 1993년에는 베리폰 시스템이 70개국 이상에 설치되었으며, 300만 번째 시스템은 브라질에 설치되어 회사의 라틴 아메리카 시장 확장을 상징했다. 1990년 이전에는 매출의 10% 미만을 차지했던 국제 매출은 이제 회사의 연간 매출 2억 5,900만 달러 중 30% 이상을 차지하게 되었다.
은행들은 1990년대 중반에 직불 카드를 출시하기 시작했다. 이에 대응하여 베리폰은 PIN 번호용 키패드를 갖춘 단말기를 생산했다. 그러나 국내 신용 및 직불카드 시장이 포화 상태에 가까워지면서 베리폰은 주요 초점을 소프트웨어 애플리케이션 생산으로 변경하여, 표준 컴퓨터 운영 체제용 애플리케이션을 포함한 수직 통합 시스템을 제공하기 시작했다. 또한 1994년 중국 상하이에 새로운 공장을 건설하여 생산 능력을 늘렸다.
베리폰은 다가오는 스마트카드 혁명을 선도하기 위해 프랑스 기반의 카드 제조업체인 Gemplus International과 마스터카드 인터내셔널과 협력하여 합작 투자 회사인 스마트캐시를 설립했다. 프랑스 및 유럽 전역의 기술 개발에 가까이 다가가기 위해 베리폰은 1994년 파리에 연구 개발 센터를 열었다. 회사는 1995년 5월 스마트카드를 출시했다. 1996년 9월에는 다양한 스마트카드 형식을 읽을 수 있는 손바닥 크기의 스마트카드 리더기인 개인 ATM을 출시했으며, 이 제품은 1997년에 출시될 예정이었다. P-ATM을 지원하기로 계약한 첫 고객 중에는 아메리칸 익스프레스, 마스터카드 인터내셔널, GTE, 몬덱스, 비자 (기업) 인터내셔널, 웰스 파고 은행, 스웨덴의 스파르방켄 은행이 있었다. 각 계약에는 최소 10만 대 구매가 포함되었으며, 이 장치의 총 시장 잠재력은 1억 가구 이상으로 추정되었다. 또한 베리폰은 500만 대의 신용 및 직불카드 승인 시스템을 보완하고 궁극적으로 대체할 스마트카드 리더기를 개발하기 시작했다.
1995년 베리폰은 완전히 새로운 분야인 인터넷 기반 거래에 진출하기 위한 적극적인 첫걸음을 내디뎠다. 1995년 5월, 이 회사는 인터넷, 대화형 TV, 컴퓨터 네트워크 및 기타 소프트웨어 개발사인 브로드비전(Broadvision Inc.)과 협력하여 베리폰의 가상 터미널 소프트웨어(표준 거래 터미널의 컴퓨터 기반 버전)를 브로드비전의 제품과 결합함으로써 베리폰의 제품을 처음으로 소매 카운터를 넘어 확장시켰다. 그러나 1995년 8월, 베리폰은 월드 와이드 웹을 통한 거래 보호를 위한 S-HTTP 산업 표준을 개발한 Enterprise Integration Technologies를 2,800만 달러에 인수하면서 인터넷 거래 분야로 더 큰 발걸음을 내디뎠다. 베리폰은 이 인수에 이어 윌리엄 멜튼의 최신 벤처인 사이버캐시(CyberCash Inc.)에 400만 달러를 투자했으며, 사이버캐시도 인터넷 거래 시스템 개발에 주력하고 있었다.
1996년까지 베리폰은 판매자와 소비자 간의 거래를 위한 가상 터미널 인터페이스, 판매자와 금융 기관 간의 거래를 위한 인터넷 게이트웨이 또는 vGATE, 그리고 소비자가 인터넷에서 구매할 수 있는 Pay Window 인터페이스를 포함하는 PTAL(Payment Transaction Application Layer) 제품군을 준비했다. 넷스케이프, 오라클, 마이크로소프트로부터 웹 브라우저에 베리폰 소프트웨어를 포함시키겠다는 동의를 확보한 후, 1996년 8월 베리폰과 마이크로소프트는 베리폰의 가상 POS(vPOS)가 연말에 출시될 마이크로소프트 머천트 시스템에 포함될 것이라고 발표했다. 컴퓨터 주변기기로 연결할 수 있는 P-ATM에 대한 베리폰의 발표는 회사의 스마트카드와 인터넷 거래 노력을 결합시켰다.
휴렛 팩커드는 1997년 4월 11억 8천만 달러의 주식 교환 계약으로 베리폰을 인수했다. 4년 후인 2001년 5월 베리폰은 고어스 테크놀로지 그룹에 매각되었다. 2002년 베리폰은 GTCR 골더 라우너 LLC에 의해 재자본화되었다. 2005년 베리폰은 뉴욕 증권거래소(NYSE: PAY)에 상장되었다.

### 2000년대: 인수 합병
2004년 10월, 이스라엘 기반의 립맨 일렉트로닉스(Lipman Electronics)는 영국 기반의 디온 플크(Dione plc)를 인수하여 "NURIT" 브랜드와 함께 운영하게 되었다. 2006년 11월 1일, 베리폰은 립맨 인수를 완료하고 공개되지 않은 금액으로 디온과 NURIT 제품을 모두 포트폴리오에 추가했다.
2006년 9월, 베리폰은 더블린에 본사를 두고 몬테비데오, 노이이젠부르크, 런던 등지에 지사를 둔 아일랜드의 터미널 및 결제 서비스 회사인 트린테크 그룹(Trintech Group plc)의 일부 부서를 1210만 달러(940만 유로) 현금 거래로 인수했다.
이 회사는 이전에는 VeriFone Holdings, Inc.로 알려져 있었으며, 2010년에 VeriFone Systems, Inc.로 이름을 변경했다. 2014년에는 소문자 'f'를 사용하여 Verifone으로 브랜드를 변경했다. 2014년 현재 베리폰은 산호세 (캘리포니아주)에 본사를 두고 있으며 전 세계에 마케팅 및 영업 사무실을 두고 있다. 해외의 높은 경제 성장과 인프라 개발, 부가가치세("VAT") 및 판매세 징수 증가를 목표로 하는 정부의 지원, 그리고 IP 및 무선 통신 네트워크의 확장된 존재로 인해 해외 매출이 국내 매출을 초과하게 되었다. 특히, 북미 시장 점유율은 2006년 총 매출의 57.4%에서 2008년 회계연도에는 39% 또는 총 매출 3억 5,914만 달러로 떨어졌다. 반면 국제 사업은 2006년 총 매출의 42.5%에 불과했던 비중이 2008년에는 61% 또는 총 매출 5억 6,446만 달러로 증가했다.
2018년 4월, 베리폰은 프란시스코 파트너스에 34억 미국 달러에 인수되었다.

## 제품
베리폰 주식회사는 전자 결제 방식 및 장치의 국제적인 제조사이자 설계사이다. 이 회사는 사업을 시스템 솔루션(Systems Solutions)과 서비스(Services)의 두 가지 부문으로 나눈다. 시스템 솔루션은 전자 거래를 가능하게 하는 전자 결제 제품 판매와 관련된 운영으로 구성된다. 서비스 부문에는 보증 및 지원 서비스가 포함된다. 2008 회계연도에 베리폰의 시스템 솔루션 부문은 총 매출의 87.5%를 차지하여 8억 746만 달러를 기록했으며, 서비스 부문은 12.5% 또는 1억 1446만 달러의 매출에 기여했다.
주요 제품 라인에는 POS(Point-of-Sale), 상인 운영, 소비자 대면 및 셀프 서비스 결제 시스템이 포함되어 왔다. 이 회사는 모바일 결제, 칩 및 PIN, 비접촉 결제를 포함한 카드 결제 옵션을 지원하는 카운터톱 전자 결제 단말기를 제공하며, 근거리 무선 통신 (NFC)뿐만 아니라 신용 및 직불카드, EBT 카드, EMV 및 기타 PIN 기반 거래를 지원한다. 또한 다양한 소프트웨어 애플리케이션 및 애플리케이션 라이브러리, 3G, GPRS, 블루투스 및 와이파이 기술을 지원하는 휴대용 장치도 제공한다.
이 회사는 또한 멀티미디어 소비자 대면 POS 장치; 셀프 서비스 환경에서 결제 거래를 가능하게 하도록 설계된 무인 및 셀프 서비스 결제 방식; 전자 결제 처리, 연료 분배 및 ECR 기능을 결합한 통합 전자 결제 시스템, 그리고 통합을 위한 결제 시스템을 제공한다. 또한 모바일 POS 환경의 다양한 부문을 위한 모바일 결제 방식; 비접촉 주변 장치; 네트워크 접근 장치; 보안 시스템; 서비스형 결제 및 기타 관리 서비스, 터미널 관리, 결제 가능 미디어, 결제 시스템 보안; 그리고 서버 기반 결제 처리 소프트웨어 및 미들웨어를 제공한다. 더 나아가, 이 회사는 장비 수리 또는 유지 보수, 게이트웨이 처리, 원격 터미널 관리, 소프트웨어 계약 후 지원, 맞춤형 애플리케이션 개발, 헬프데스크, 고객 서비스, 창고 보관, 암호화 또는 토큰화 서비스를 제공한다.

### 카운터톱 및 PIN 패드

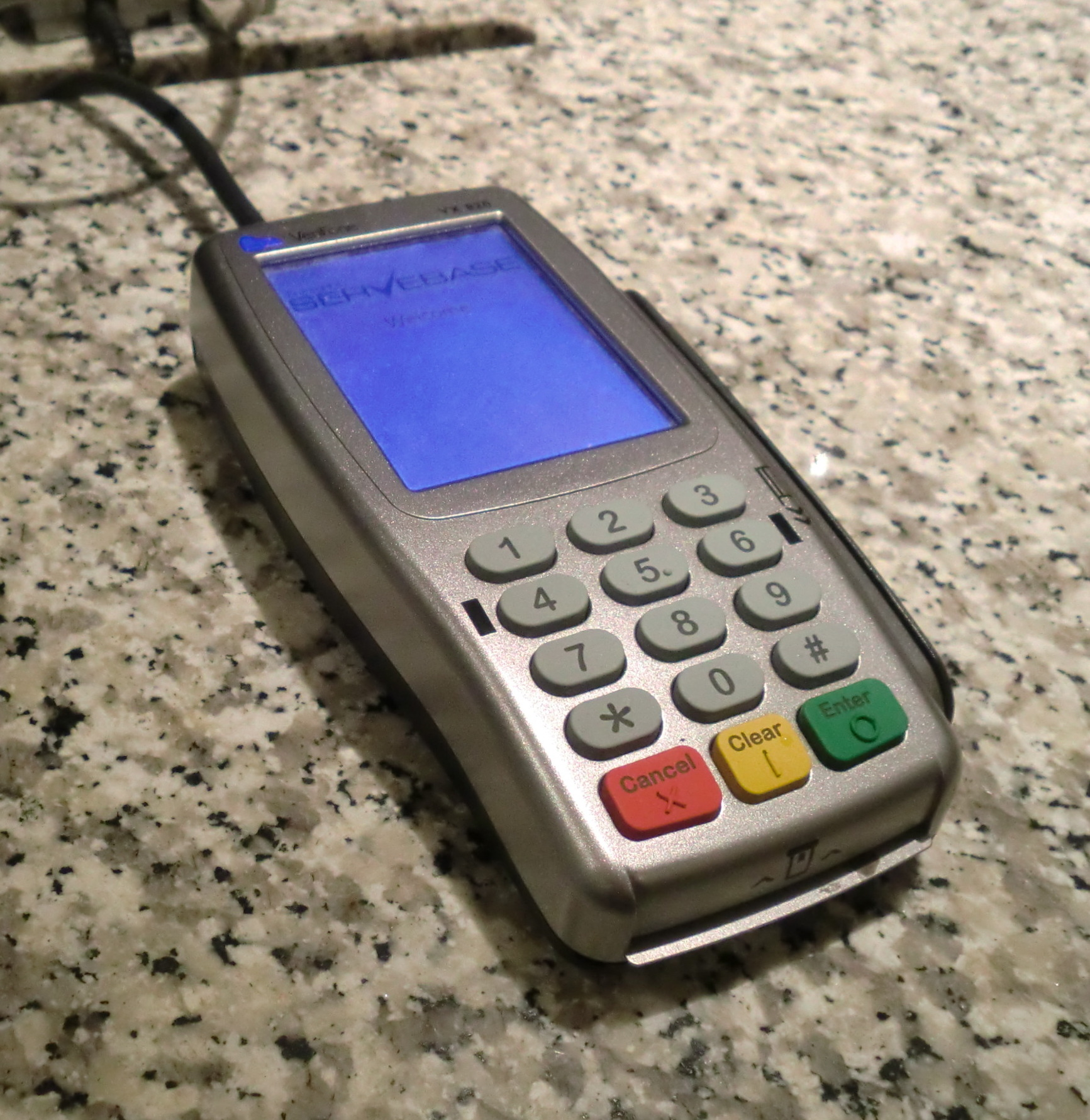
베리폰 VX820 신용카드 단말기

회사의 카운터톱 장치는 근거리 무선 통신 (NFC) 기술, 모바일 지갑, 칩 및 PIN, QR 코드 및 비접촉 결제를 포함한 다양한 카드 결제 옵션을 지원한다. VX Evolution 세대의 카운터톱 장치는 기프트 카드 및 로열티 프로그램을 포함한 선불 제품과 같은 다양한 애플리케이션을 지원한다. 또한 VX Evolution 장치에는 회사의 NFC 소프트웨어 기술이 통합되어 여러 NFC 기반 모바일 지갑, 애플리케이션 및 프로그램을 관리한다. 또한 단일 카드 리더를 사용하여 마그네틱 스트립 및 칩 카드 거래를 모두 읽는 하이브리드 장치를 포함하여 다양한 VX 모델 카운터톱 장치를 제공하며, 다양한 연결 옵션, 배터리 작동 및 컬러 디스플레이 옵션도 제공한다. 회사는 또한 신용 및 직불카드, EBT, EMV 및 기타 PIN 기반 거래를 지원하는 PIN 패드를 공급하며, 3G 옵션 및 NFC 기능을 포함한 다양한 연결 옵션을 포함한다. 카운터톱 장치는 전자 결제 시스템에 내장되거나 전자 금전등록기(ECR) 및 POS 시스템에 연결되는 다양한 애플리케이션도 지원한다. 또한 카운터톱 시스템과 PIN 패드가 주요 ECR 및 POS 시스템과 인터페이스할 수 있도록 다양한 인증된 소프트웨어 애플리케이션 및 애플리케이션 라이브러리를 제공한다.
베리폰은 ZON Jr (1984), 트랜즈 330 및 ZON Jr XL(1987), Omni 460 (1991) 및 Omni 3200 (1999)을 포함하여 여러 POS 신용카드 판독 제품을 판매했으며, 이들은 당시 가장 성공적인 거래 단말기였다. 회사의 가장 인기 있는 현재 제품에는 Omni 3750 및 Omni 3740이 포함된 Omni 3700 제품군이 있다. 2004년 베리폰은 새로운 제품 라인인 Vx 솔루션(VerixV라고도 함)을 출시했다. 여기에는 다이얼업 또는 이더넷 접속을 제공하는 카운터톱 단말기인 Vx510, Vx520 및 Vx570, 그리고 휴대용이며 배터리와 통합 무선 통신 모듈을 포함하는 Vx610 및 Vx670이 포함된다. Vx610은 GPRS, CDMA 및 와이파이 무선 구성으로 제공되며 '카운터톱 모바일' 제품으로 간주된다. Vx670은 2007년 11월 현재 GPRS, 와이파이 및 블루투스 통합 통신 모듈과 함께 제공되는 진정한 휴대용 또는 '핸드오버' 버전이다.
특히 Vx670은 고객이 신용카드 소유권을 포기할 필요 없이 Vx670으로 직접 '테이블 결제' 방식으로 거래할 수 있기 때문에 신용 정보 도용을 방지하는 효과가 있다. Vx510은 Omni 3700 시리즈의 엄청난 판매를 활용하여 Omni 3730으로 재포장되었다. Omni3730의 파생 제품인 Omni 3750LE는 기능이 줄어들었지만 가격이 더 저렴하다. VX Evolution 장치는 회사의 NFC 소프트웨어 기술을 통합하여 여러 NFC 기반 모바일 지갑, 애플리케이션 및 프로그램을 관리한다.

### 멀티미디어 고객 대면

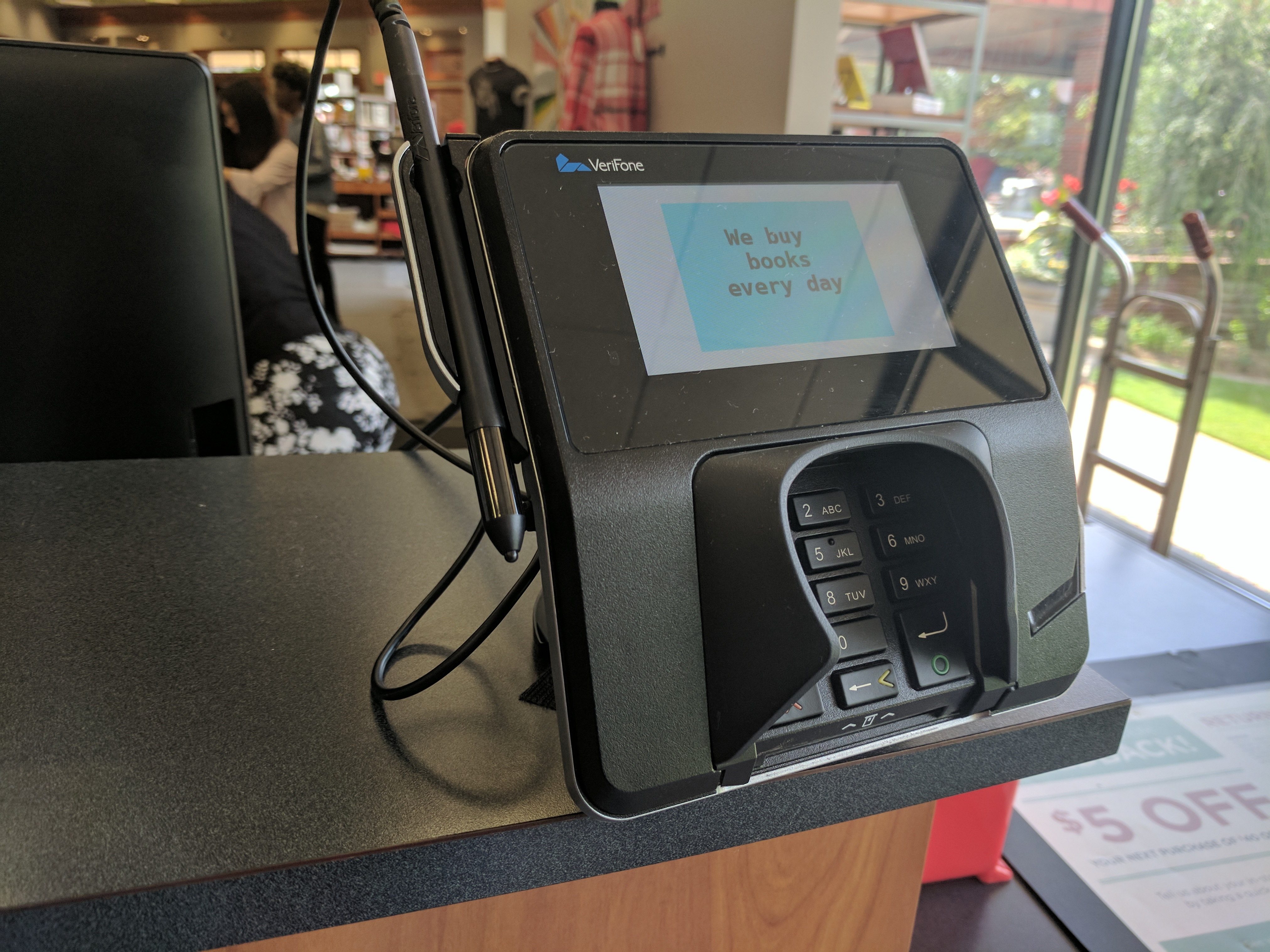
서점의 터치스크린 기반 베리폰 MX 915 시리즈 결제 단말기

회사의 다양한 멀티미디어 소비자 대면 POS 장치는 주로 다중 라인 소매 환경에서 상인이 맞춤형 멀티미디어 콘텐츠, 매장 내 프로모션, 디지털 제안 및 기타 부가가치 서비스를 POS 장치를 사용하여 고객과 직접 상호 작용할 수 있도록 설계되었다. 이 회사의 멀티미디어 소비자 대면 제품은 "MX 솔루션" 브랜드로 제공된다. 이 제품에는 컬러 그래픽 디스플레이, 인터페이스, ECR 호환성, 키패드, 서명 캡처 기능 및 다중 라인 소매 환경에서 고객에게 서비스를 제공하는 기타 기능이 포함된다. 이 회사의 "MX 솔루션"은 또한 비접촉 또는 NFC와 같은 기능을 도입할 수 있는 모듈식 하드웨어 아키텍처를 특징으로 한다. "MX 솔루션"에는 택시, 주차장, 발권기, 자동 판매기, 주유 펌프, 셀프 체크아웃 및 패스트푸드점과 같은 셀프 서비스 시장 부문에서 동일한 기능을 지원하는 다양한 제품이 포함된다.
2005년 베리폰은 최초의 풀컬러 EFTPOS 단말기인 MX 870을 출시했다. MX 870은 전체 화면 비디오를 재생할 수 있으며 베리폰 고객이 애플리케이션을 구축하는 데 사용된다. MX 870은 MX 850, MX 860, MX 880과 경쟁하는 MX 800 시리즈 비주얼 결제 단말기의 첫 번째 제품이다. 이 모든 단말기는 임베디드 리눅스를 실행하며 GUI 플랫폼으로 FST FancyPants와 오페라 (웹 브라우저)를 사용한다.
2009년 베리폰은 하이퍼컴 및 인제니코와 협력하여 Secure POS Vendor Alliance를 설립했다. 이 비영리 단체는 결제 산업 보안에 대한 인식을 높이고 개선하는 것을 목표로 한다.

2010년 베리폰은 PCI PED 2.0 사양에 맞게 설계되었고 베리폰의 암호화 및 토큰화 솔루션인 VeriShield Total Protect를 기본으로 지원하는 VX Evolution 제품군을 발표했다. VX Evolution 라인은 베리폰의 카운터톱 및 PIN 패드 제품의 확장으로, 풀 컬러 디스플레이, ARM 11 프로세서, 완전 프로그래밍 가능한 PIN 패드 등 이전 모델에 비해 여러 업그레이드가 포함되었다.

## 경쟁
베리폰은 전 세계 전자 결제 시스템 및 서비스의 3대 공급업체 중 하나이다. 이 회사의 제품 시장은 경쟁이 매우 치열하며 가격 압박에 시달려 왔다. 제조업체, 유통업체 및 유사 제품 공급업체와의 경쟁으로 인해 가격 인하, 마진 감소 및 시장 점유율 손실이 발생했다(시작 날짜 필요). 예를 들어, 베리폰의 이전 고객 중 하나인 퍼스트 데이터는 미국 시장을 위한 자체 독점 전자 결제 시스템 시리즈를 개발했다. 또한 베리폰은 내장 전자 결제 기능을 제공하는 금전등록기 공급업체 및 인터넷을 통한 전자 결제를 지원하는 소프트웨어 생산 업체, 그리고 기타 전자 결제 시스템 제조업체 또는 유통업체와 경쟁한다. 마지막으로 베리폰은 강력한 현지 또는 지역 고객 기반을 구축할 수 있었던 소규모 회사들과 경쟁한다. 이 회사의 주요 경쟁사는 다음과 같다.
- PAX Technology
- 인제니코
- NCR 코퍼레이션

베리폰은 2011년 전액 주식 거래를 통해 소규모 경쟁업체인 하이퍼컴을 인수했다.

## 인수
| 날짜        | 인수 기업                                    | 본사              | 금액              | 전문 분야                                                        |
| ----------- | -------------------------------------------- | ----------------- | ----------------- | ---------------------------------------------------------------- |
| 2020년 9월  | 2checkout                                    | 미국              |                   |                                                                  |
| 2018년 11월 | Dimebox                                      | 네덜란드          |                   |                                                                  |
| 2016년 2월  | AJB 소프트웨어 디자인                        | 캐나다            | 7,500만 달러      | 전자 결제 솔루션 제공                                            |
| 2015년 11월 | 인터카드 AG                                  | 독일              |                   | 인수 서비스 제공                                                 |
| 2012년 12월 | EFTPOS 뉴질랜드 리미티드                     | 뉴질랜드          | 7,000만 달러      | 컴퓨터 단말기 및 온라인 결제 게이트웨이 제공                     |
| 2012년 12월 | 섹터 그룹                                    | 아랍에미리트      | 820만 달러        | EFT-POS 시스템 제공                                              |
| 2012년 3월  | 리프트 리테일 마케팅                         | 미국              | 해당 없음         | 디지털 마케팅 시스템 제공                                        |
| 2011년 11월 | 포인트 인터내셔널 AB                         | 스웨덴            | 8억 1,800만 달러  | 전자 결제 솔루션 제공                                            |
| 2011년 11월 | 글로벌 베이 Inc.                             | 미국              | 주식 2,800만 달러 | 소매점-소비자 상호 작용 강화를 위한 모바일 소매 소프트웨어 설계  |
| 2011년 5월  | 데스티니 일렉트로닉 커머스 프라이빗 리미티드 | 남아프리카 공화국 | 3,700만 달러      | 전자 결제 솔루션 제공                                            |
| 2011년 1월  | 젬알토 NV                                    | 프랑스            | 1,400만 달러      | 판매 시점 솔루션                                                 |
| 2010년 11월 | 하이퍼컴 코퍼레이션                          | 미국              | 4억 8,500만 달러  | 특히 네트워크 결제 시스템과 관련된 거래 처리 서비스 제공         |
| 2010년 9월  | 셈텍 혁신 솔루션 코퍼레이션                  | 미국              | 1,800만 달러      | 엔드포인트 암호화 솔루션 제공                                    |
| 2010년 9월  | WAY 시스템즈, Inc.                           | 미국              | 900만 달러        | 모바일 POS 솔루션 및 모바일 판매자를 위한 게이트웨이 서비스 제공 |
| 2010년 5월  | 오렌지 로직 리미티드                         | 대한민국          | 해당 없음         | 결제 시스템 제공                                                 |
| 2010년 4월  | 베리폰 운송 시스템즈                         | 미국              | 해당 없음         | 운송 분야 결제 단말기 제공                                       |
| 2006년 11월 | 립맨 일렉트로닉스                            | 이스라엘          | 7억 9,300만 달러  | 결제 단말기 (NURIT 브랜드) 제공                                  |
| 2006년 9월  | 트린테크                                     | 아일랜드          | 1210만 달러       | 리눅스 기반 무인 판매 시점 단말기                                |
| 2004년 10월 | 디온 플크.                                   | 영국              | 해당 없음         | 결제 단말기 제공                                                 |
| 1995년 11월 | 엔터프라이즈 통합 기술                       | 미국              | 2,800만 달러      | 인터넷 상거래를 위한 소프트웨어 및 컨설팅 서비스 제공            |
| 1995년 8월  | 사이버캐시 Inc.                              | 미국              | 주식 400만 달러   | 인터넷 결제 서비스 제공                                          |
| 1989년 1월  | LCOT 코퍼레이션                              | 미국              | 해당 없음         | 거래 자동화 기술 제공                                            |

## 분사
- 2014년 글로벌 베이(Global Bay)는 맨해튼 어소시에이츠(Manhattan Associates)에 매각되었다.[73]

## 기업 경영
이 회사는 상장 기업의 관례에 따라 대부분 사외이사로 구성된 이사회가 운영한다. 2014년 6월 현재 이사회 구성원은 다음과 같다: 로버트 W. 알스파우(이사), 캐런 오스틴(이사), 폴 갈란트(이사; 최고 경영자), 알렉스 W. (피트) 하트(이사회 의장), 로버트 B. 헨스케(이사), 웬다 해리스 밀라드(이사), 에이탄 라프(이사), 조나단 I. 슈워츠(이사), 제인 J. 톰슨(이사).
회사의 기업지배구조 지침에 따라, 이사회는 언제든지 최선의 이익이 된다고 판단하는 방식으로 의장과 회사 CEO를 자유롭게 선출할 수 있다. 2008년부터 이사회 의장과 CEO직은 별개의 인물이 맡아왔다. 이사회는 이러한 구조가 적절하다고 믿는데, 이는 CEO가 주요 사업 및 전략적 이니셔티브를 이끄는 데 시간과 에너지를 집중하는 동안 이사회는 경영진 감독, 전반적인 기업 위험 관리 및 기업 지배구조에 집중할 수 있기 때문이다. 이사회 및 그 위원회는 연중 정해진 일정에 따라 분기별로 최소 한 번 이상 회의를 개최하며, 필요에 따라 특별 회의도 개최한다. 이사회 및 위원회 회의의 의제와 안건은 경영진과 이사회 및 위원회 구성원 간의 논의를 통해 개발된다. 고려될 문제에 중요한 정보와 데이터는 각 회의 전에 미리 배포된다. 이사회 회의와 배경 자료는 주요 전략, 운영, 재무, 기업 위험, 거버넌스 및 준수 문제에 중점을 둔다.

### 리스크 감독에 대한 이사회의 역할
이사회는 감사위원회와 기타 위원회를 통해 리스크 관리 책임을 직접 수행한다. 정관과 연간 업무 계획에 명시된 바와 같이, 감사위원회는 기업 위험 관리 프로세스를 감독하는 주요 책임을 진다. 감사위원회는 회의 중에 재무 위험 평가, 운영 위험 관리 정책, 주요 재무 위험 노출, 법적 및 규제 요구 사항 준수 관련 노출, 이러한 노출을 모니터링하고 통제하기 위한 경영진의 조치를 포함하여 개별 및 전반적인 위험 영역에 대한 업데이트를 받고 논의한다. 내부 감사 부사장은 감사위원회와 회사의 연간 운영 위험 평가 결과 및 분기별로 최소 한 번 이상 내부 감사 결과(재무 보고에 대한 내부 통제 적절성 포함)를 검토한다. 내부 감사 부사장과 최고 정보 책임자는 감사위원회에 정보 시스템 통제 및 보안에 대해 보고한다.
각 회계연도 동안 감사위원회는 감사위원회의 감독 역할과 관련된 기업 수준 보고서를 제공하기 위해 경영진의 적절한 구성원을 회의에 초대하는데, 여기에는 정책 및 승인된 지침 준수 여부를 모니터링하는 데 사용되는 관리 보고 및 통제 시스템의 적절성 및 효율성, 정보 시스템 및 시스템과 데이터에 대한 보안, 재무, 보험 구조 및 적용 범위, 세금 구조 및 계획, 전 세계 재해 복구 계획, 그리고 회사 운영 위험 관리 정책의 전반적인 효율성이 포함된다. 감사위원회는 일반적으로 분기별로 최소 두 번 회의를 개최할 예정이며, 일반적으로 이러한 회의 중 적어도 한 번은 위험 감독 역할과 관련된 하나 이상의 영역을 다룬다.
보상위원회는 회사 보상 정책 및 임원 보상, 임원 채용 및 유지, 그리고 일반적으로 보상과 관련된 위험을 감독한다. 임원 보상 프로그램을 설정하고 검토할 때 보상위원회는 독립적인 보상 전문가와 상의하며 불필요하거나 과도한 위험 감수를 장려하지 않도록 프로그램을 구성하고자 한다. 회사의 보상 프로그램은 기본 급여와 단기 및 장기 인센티브 상여를 혼합하여 사용하며, 특히 재무 성과 및 주주 가치와 관련하여 임원 보상을 성공과 연계시키도록 설계되었다. 보상위원회는 각 회계연도 초에 회사 임원 기본 급여액을 설정한다. 보너스 금액의 상당 부분은 전반적인 기업 성과 및 주주 가치에 연동된다. 임원에게 제공되는 보상에는 장기적인 주식 상여 형태의 상당 부분이 포함되어 임원의 이익이 장기적으로 주주의 이익과 일치하도록 돕는다.
추천위원회는 회사에 적용되는 기업 지배 원칙 개발, 내부자 거래 정책과 관련한 연방 증권법 및 규제 평가, 회사와 이사 간의 중대한 관계 부재를 판단하는 데 적용할 표준 개발, 이사회 및 경영진에 대한 공식적인 정기 평가를 포함하여 회사 전반의 기업지배구조와 관련된 위험을 감독한다.

### 과반수 득표 조항 채택
동종 기업의 모범적인 기업지배구조 관행과 주주 자문 조직이 권장하고 회사의 주주가 지지하는 지배구조 관행을 고려하여, 회사는 2013 회계연도에 정관 및 기업 지배 지침을 개정하여 2013년 주주총회 종료 직후 발효되는 다수 득표 조항을 채택했다. 이 조항은 경합 없는 이사 선거에서 각 이사는 투표된 표의 과반수(후보자에게 "찬성"으로 투표된 주식 수가 해당 후보자에게 "반대"로 투표된 주식 수를 초과해야 함)로 선출되며, 경합 있는 선거에서는 각 이사는 투표된 표의 다수표로 선출된다고 규정한다.
경합 선거는 회사 기업 비서가 해당 회의에 대한 주주들에게 첫 우편 통지를 발송하는 날짜로부터 10일 전의 날짜 기준으로 이사 후보자 수가 선출될 이사 수를 초과한다고 판단하는 선거로 정의된다. 개정된 기업 지배 지침에 따라, 경합 없는 선거에서 "찬성"표보다 "반대"표를 더 많이 받은 후보자는 투표 인증 후 즉시 사임을 제출해야 한다. 12인 기업 지배 및 추천 위원회는 사임 제안을 검토하고 이사회에 취할 조치를 권고해야 한다. 제출된 사임을 수락할지 거부할지를 권고할 때, 기업 지배 및 추천 위원회는 관련하다고 판단되는 모든 요소를 고려해야 하며, 이는 이사 선출에 대한 주주의 "보류" 투표 이유, 이사의 봉사 기간 및 자격, 기업 지배 지침, 그리고 이사회 구성원으로서 이사의 전반적인 기여를 포함하되 이에 국한되지 않는다. 이사회는 이러한 요소와 관련하다고 판단되는 다른 모든 요소, 그리고 기업 지배 및 추천 위원회의 권고를 고려하여 제출된 사임을 수락할지 거부할지 결정한다. 사임이 고려 중인 이사는 사임 수락 여부에 대한 기업 지배 및 추천 위원회의 심의 및 권고에 참여할 수 없다. 이사회는 투표 인증 후 90일 이내에 조치를 취해야 하며, 적용 가능한 뉴욕 증권거래소 또는 미국 증권거래위원회 규정 또는 규정을 준수하기 위해 더 긴 기간이 필요한 경우에는 이사회는 해당 요구 사항을 충족하면서 가능한 한 신속하게 조치를 취해야 한다.